# Ernemont-Boutavent
Ernemont-Boutavent é uma comuna francesa na região administrativa de Altos da França, no departamento de Oise. Estende-se por uma área de 8,95 km². Em 2010 a comuna tinha 215 habitantes (densidade: 24 hab./km²).